# Зиндан капија
Зиндан капија једна је од многобројних капија на Београдској тврђави, изграђена у целини са суседним фортификацијама, као средња капија у правцу Дунава. Повезана је са Деспотовом капијом (изнутра) и Леополдовом капијом (споља). Изграђена је средином 15. века.
Карактеристична је по томе што се налази између две округле куле, које је чине најпознатијом и најупечатљивијом капијом Београдске тврђаве како због звучног имена тако и због карактеристичног изгледа.
На основу досадашњих археолошких истраживања утврђено је да су постојале четири фазе у којима је Зиндан капије преживела велике измене. Првобитно грађена, као фортификациони систем у 15. веку, на прелазу с хладног на ватрено оружје, она је у 18. веку изгубила одбрамбену функцију, и коришћена је као мрачни затвор. Зато се њен назив користи као синоним некадашњег утамничења и ропства у време владавине Османлија.

## Назив
Назив Зиндан капија добила је у 18. веку када су је Османлије користиле као тамницу (тур. зиндан) по чему је и названа.

## Положај и размештај
Зидан капија се налази на североисточном углу гребена Београдске тврђаве и један је од четири улаза на Горњи град. Улазни портал капије фланкиран је са две полукружне куле, Северном и Јужном. Иза улазног портала је пролаз капије, са чијих се бочних страна налазе ходници који воде у куле.
Од Северне куле се наставља Лучни бедем, који је с временом трансформисан у бастион, док се од Јужне куле ка рову Североисточног бедема Горњег града пружа бедем, који је пре рова прекинут капониром.

Непосредно након градње, Зиндан капија је била главни улаз у Горњи град са копна и прва заштита главне Источне или Деспотове капије. 
| „ | Стратешки је одлично позиционирана на узвишењу које се од Лучног бедема стрмо спушта ка ушћу река и Доњем граду, остављајући само мали приступ са копна који је могао лако бити контролисан. Испод Зиндан капије у доњоградској заравни налази се Источна капија II, која је имала исту функцију у одбрамбеном систему Источне капије Доњег града. | ” |

## Историја
Београдска тврђава подигнута је на гребену изнад ушћа Саве у Дунав у раздобљу од 1. до 18. века као комплекс одбрамбеног карактера. Тврђава је данас својеврстан музеј историје Београда. Ову целину чине сама Београдска тврђава, подељена на Горњи и Доњи град, и парк Калемегдан. Због изузетног стратешког значаја на овом месту је, крајем првог века наше ере, подигнуто утврђење - римски каструм, као стални војни логор IV Флавијеве легије, а уз  утврђење на брегу изнад ушћа Саве у Дунав, настао је антички Сингидунум, а на истом месту и словенски Београд.
| „ | Вековима се средњовековни град развијао на просторима Тврђаве, тражећи сигурност међу њеним бедемима. Београдска тврђава често је рушена и обнављана. Изнад римских зидина стоје српски бедеми, а преко њих, турске и аустријске фортификације. У 12. веку византијски цар Манојло Комнин подигао је на римским рушевинама нови кастел. У првим деценијама 14. века ово мало утврђење на брегу проширено је до речних обала. У оквиру бедема развио се напредан средњовековни град. | ” |

За време владавине деспота Стефана Лазаревића (1404. до 1427. године), Београдски град, као престоница српске државе, доживљавао је брзи културни, друштвени и економски процват. Иако је деспот Стефан град затекао у рушевинама, он је током целе своје владавине зидао и утврђивао град, поштујући за оно историјско раздобље најсавременије принципе грађења утврђења.
Нагли развој Београда прекинут је смрћу деспота Стефана 1427. године. Београд је, по уговору, враћен Угарима, који постаје кључно утврђење у систему одбране јужне угарске границе. Иако су у том раздобљу обустављени велики радови на даљем утврђивању Београдске тврђаве, за време владавине краља Жигмунда, њеној одбрани је била посвећена велика пажња, тако да је град био добро снабдевен одбрамбеном артиљеријом.
После турског освајања 1521. године, па све до краја 17. века, Београдска тврђава није значајније дограђивана.
Ново раздобље започело је аустријско-турским ратом. Као кључно утврђење у средишту ратних сукоба током 18. века, Тврђава је три пута реконструисана. Порушен је стари кастел, а велики део средњовековних бедема прекриле су нове фортификације. Под аустријском окупацијом, 1717-1739. године, после изградње нових модерних утврђења, Београдска тврђава је представљала једно од најјачих војних упоришта у Европи. Грађена је према пројектима генерала Николе Доксата Демореза.
До краја 18. века Београдска тврђава је добила коначни облик. У ратним разарањима током протеклих деценија порушени су готово сви објекти у Горњем и Доњем граду, а бедеми знатно оштећени.
Како према Београдској тврђави воде улице Кнез Михаилова и Узун Миркова. На том правцу су главне тврђавске капије - Стамбол-капија (унутрашња и спољна) и Сахат-капија. У средњовековно утврђење улазило се са:
- источне стране (поред данашњег Зоолошког врта), кроз Зиндан капију и Деспотову капију Горњег града.
- док се Доњем граду прилази из Булевара војводе Бојовића, кроз Видин капију и из Карађорђеве улице кроз Мрачну капију.[6]

У наведеним историјским условима настала је данашња Зиндан капија, која је саграђена испред некадашње главне горњоградске капије, између две турске опсаде, од  1440. до 1456. године, практично у исто време кад је изграђена и Источна капија II Доњег града. Капија је била са пратећим кулама, као дела  фортификационог систем на прелазу са хладног на ватрено оружје, у време када се у одбрану тврђава уводе први топови, којима је требала да буде прилагођена и фортификација.  Са бедемом који је опасује, имала је положаје за ватрену линију од седам топова, што је за то доба представљало једно од најмодернијих европских решења.
У време изградње Зиндан капија је била је главни улаз у Горњи град Београдске тврђаве из правца данашњег града, што је чинило и првом заштитом главне Источне капија, познатијих као Деспотова капија са Деспотовом кулом.
Када је Зиндан капија изгубила одбрамбену функцију, њен простор служио је као тамница по чему је и добила име Зиндан капија.
Обновљена је 1938. године, и релативно је добро сачувана. Следеће обнављање било је 2022. године.

## Архитектура
Архитектонски склоп Зиндан капије састоји се од лучно засвођене капија са две округле куле које окружују капију и мост. Основа пролаза је квадратног облика. На бочним зидовима се налази по један прозорски отвор на висини од 1,25 м од нивоа пролаза капије. Иза унутрашњег портала ка Источној капији Горњег града, лево и десно су улази у бочне ходнике, који воде до различитих етажа у кулама. Куле су идентичне форме и намене, али им недостаје њихова међусобна комуникација. Горњи део кула завршава се зупчасто, са отворима на огради, као специјална врста заклона за оружје који су били веома ефикасни и функционални у одбијању непријатеља.
Капија је са унутрашње стране имала масивна гвоздена врата и помоћне просторије са леве и десне стране. Подруми кула су коришћене од стране Османлија као тамнице за хришћане, о чему сведочи и назив који је настао од турске речи „зиндан" што значи тамница.
Зиндан капија је данас повезана са Деспотовом капијом изнутра и Леополдовом капијом споља. Да би се до ње дошло неопходно је проћи кроз Градско поље.